# Shirley Manson
Pour les articles homonymes, voir Manson.
 (juin 2021).
Si vous disposez d'ouvrages ou d'articles de référence ou si vous connaissez des sites web de qualité traitant du thème abordé ici, merci de compléter l'article en donnant les références utiles à sa vérifiabilité et en les liant à la section « Notes et références ».
Shirley Manson ([ˈʃɜː(ɹ)li ˈmænsən]), née le 26 août 1966 à Édimbourg, est une  chanteuse écossaise et  musicienne, leader du groupe Garbage et actrice.

## Biographie

### Jeunesse
Shirley Ann Manson est la fille d'un généticien et d'une mère qui fut chanteuse dans un groupe. Sa jeunesse se passe correctement jusqu'à ce qu'elle ait l'âge d'entrer au lycée ; son physique atypique et sa façon maniérée de parler lui attirent alors les réflexions désobligeantes des autres élèves, telles que le surnom frog eyes (« yeux de grenouille ») en référence à ses grands yeux verts. C'est pendant cette période que son caractère se forge, à la fois fragile et agressif en réaction à ces brimades.

### Carrière musicale
À 19 ans, elle interrompt ses études de manière précoce afin d'entrer dans le monde du travail. Parallèlement à cela, elle rencontre divers petits groupes lors de soirées, et participe à plusieurs d'entre eux. Un an plus tard, elle trouve place dans un premier groupe assez sérieux : Goodbye Mr. Mackenzie, dont le chanteur est son petit ami. Goodbye Mr. Mackenzie remporte quelques petits succès dans les charts britanniques, et provoque en Shirley Manson un vrai coup de foudre pour le monde du classique.
Après une retombée dans l'anonymat le plus complet, et après un changement de maison de disques (Radioactive Records), le groupe se sépare puis devient Angelfish, où Shirley est chanteuse à part entière. C'est un échec, seul le clip du premier single passe sur MTV, mais les trois pionniers du groupe américain Garbage, Butch Vig, Duke Erikson et Steve Marker, alors à la recherche d'une vocaliste, voient ce clip à la télévision, tout à fait par hasard.
Après deux auditions en 1994, la chanteuse alors âgée de 28 ans est acceptée au sein du groupe. Elle réécrit alors les paroles des chansons qui avaient déjà été composées par le trio. Leur premier album éponyme emporte un franc succès avec des titres comme Stupid Girl, Only Happy When It Rains et Vow.
En 1998, le groupe sort un second album, Version 2.0 suivi de BeautifulGarbage en 2001.

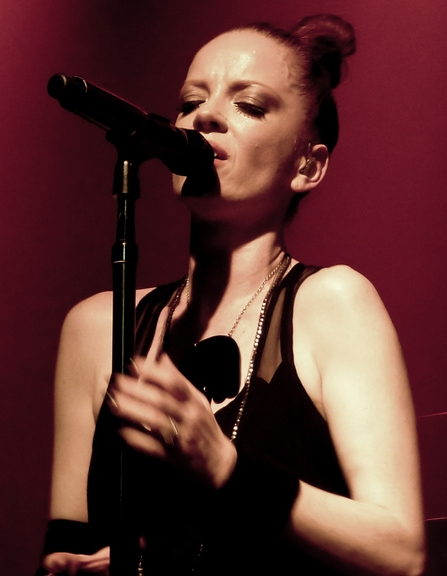
Shirley Manson en 2012.

En 2002, Garbage et The Distillers partagent certaines dates de la tournée du groupe No Doubt.
En 2003, elle subit une opération chirurgicale des cordes vocales. La même année, elle enregistre un duo avec Marilyn Manson ; il s'agit d'une reprise de la chanson Don't you want me baby de Human League. La chanson ne sort finalement pas des studios, le résultat ne plaisant à aucun des deux chanteurs (dixit Marilyn Manson). Peu après, toujours en 2003, Garbage se dissout discrètement pour des raisons de discorde entre ses membres mais le groupe se reforme pour sortir son quatrième album, Bleed Like Me.
En 2004, Shirley Manson chante aux côtés de Deborah Harry durant le cinquième concert annuel WomenRock! diffusé sur la chaîne de télévision Lifetime. Elles reprennent notamment ensemble la chanson Bounce Along de  Wayne Wonder.
En 2006, elle travaille avec David Arnold, avec qui elle avait déjà collaboré en 1999 au sein de Garbage sur la chanson The World Is Not Enough pour le générique du film Le monde ne suffit pas.
Shirley a affirmé n'avoir aucun emploi du temps précis en tête en ce qui concerne un éventuel projet en solo, et qu'elle faisait cela par plaisir.
Toujours en 2006, elle est invitée avec Iggy Pop, Kings Of Leon et Incubus par le groupe  The Pretenders pour le concert Decades Rock Live! et interprète plusieurs chansons telles que Talk of the Town, Only Happy When It Rains et Middle Of The Road.
En 2012, Garbage marque son retour avec l'album Not Your Kind of People.
En 2013, elle coproduit les chansons Red Lips et I'm on Top pour Sky Ferreira.
En 2014, elle chante en duo avec Brody Dalle sur les chansons Girls Talk et Meet the Foetus / Oh The Joy.
En 2016, Garbage annonce la sortie de l'album Strange Little Birds.

### Autres projets
En 1999, Shirley Manson pose en tant que mannequin pour la marque Calvin Klein. 
En 2000, elle révèle avoir été atteinte d'un trouble de la personnalité, la dysmorphophobie (ou Body Dysmorphic Disorder), qui est une névrose obsessionnelle de l'image du corps. Ce trouble explique en partie des épisodes de dépression qu'elle avait évoqués à plusieurs reprises. Dans le magazine Glamour, elle explique que poser pour Calvin Klein avait été une thérapie.
En 2002, elle rejoint Elton John et Mary J. Blige pour la campagne publicitaire Viva Glam lancée par la marque de produits cosmétiques MAC, dont les bénéfices sont versés à une fondation contre le sida. Manson accepte également de devenir patronne d'une association écossaise contre le sida, Waverley Care.
En 2007, elle fait ses débuts en tant qu'actrice en incarnant Catherine Weaver, une cyborg de classe T-1000 dans la série Terminator : Les Chroniques de Sarah Connor.
En 2010, elle tourne avec l'acteur Elijah Wood dans le court métrage Les enfants s'ennuient le dimanche pour la marque de lunettes Oliver Peoples.
Shirley Manson apparaît dans le jeu Guitar Hero 5, dans lequel son avatar modélisé interprète la chanson jouable Only Happy When It Rains.

### Vie privée
En 1996, Shirley Manson se marie avec le sculpteur Eddie Farrell mais le couple se sépare en 2001 et divorce en 2003.
En 2010, elle épouse l'ingénieur son et producteur Billy Bush.

## Ses différents groupes
- Autumn 1904
- Wild Indians
- Goodbye Mr. Mackenzie (1983-1993)
- Angelfish (1993)
- Garbage (1994-)

## Discographie
- Garbage (1995)
- Version 2.0 (1998)
- BeautifulGarbage (2001)
- Bleed Like Me (2005)
- Not Your Kind of People (2012)
- Strange Little Birds (2016)
- No Gods No Masters (2021)

## Filmographie

### Actrice
- 2008-2009 : Terminator : Les Chroniques de Sarah Connor : Catherine Weaver
- 2012 : Knife Fight de Bill Guttentag : Nicole
- 2017 : Top Wing : Toutes ailes dehors ! : Chickster, Chuckster, Chitter, Chatter, Clucky et Bob (voix)